# Mark Knowles
Mark Knowles (Nassau, 4. rujna 1971.) je tenisač s Bahama, te bivši broj 1 u konkurenciji muških parova. Jedan je od najvećih sportaša u svojoj zemlji zbog iznimne uspješnosti u svom sportu i dobrotvornog rada izvan sporta.
Njegov najveći doseg u pojedinačnoj konkurenciji je 96. mjesto na ATP ljestvici. Vrlo je uspješan u muškim parovima, a surađivao je s Danielom Nestorom, Maheshom Bhupathiem, Brianom MacPhiem i Mardyem Fishom. Uz Nestora, Knowles je osvojio 2002. Australian Open, 2004. US Open, a 2007. Roland Garros. Također je osvojio 2009. Wimbledon u konkurenciji mješovitih parova s Annom-Lenom Grönefeld iz Njemačke. Dana 5. srpnja 2006., sudjelovao je u jednom od najdužih mečeva u povijesti Wimbledona, u trajanju od 6 sati i 9 minuta.
Igrao je za Davis Cup reprezentaciju Bahama više od 13 godina, te je pet puta bio olimpijac.
Njegovo dugotrajno partnerstvo s Nestorom je završilo nakon US Open 2007. godine, a posljednji turnir koji su osvojili zajedno je bio Tennis Masters Cup 2007. Nakon toga Knowles je igrao s Maheshom Bhupathiem dvije sezone (2008. i 2009.), i u te dvije sezone bili su jedni od najuspješnijih parova na turneji, kvalificiravši se u obje sezone na završni turnir. Pobjedom u Baselu Knowles je osvojio svoj 50. naslov u karijeri. Na SAP Openu 2012., osvaja ATP World Tour 250 događaj u San Joseu, postavši time prvi muški igrač u dobi od 40 godina koji je osvojio turnir u konkurenciji parova, još od vremena od Johna McEnroea.
Knowles je oženjen i ima troje djece. Njegova obitelj domaćin je godišnjeg dobrotvornog događaja na Bahamima, "Mark Knowles Celebrity Tennis Invitational", koji je do danas "narastao" na razinu iznad milijun dolara vrijednosti.

## Vanjske poveznice
- Službena stranica  Arhivirana inačica izvorne stranice od 11. listopada 2012. (Wayback Machine)
- Profil na ATP-u